# Gunga Jumna – Der Kampf der Brüder
Gunga Jumna ist ein sehr erfolgreicher Hindi-Film von Nitin Bose aus dem Jahr 1961.

## Handlung
Die Witwe Govindi lebt mit ihren Söhnen Gunga und Jumna in einem kleinen Dorf namens Haripur. Govindi wird eines Tages des Diebstahls von Juwelen der Zamindar (niedere Fürstin) beschuldigt und eingesperrt. Aufgrund der großen seelischen Belastung stirbt sie im Gefängnis. Nun sind Gunga und Jumna auf sich alleine gestellt. Der Ältere der beiden, Gunga, wird zum Ernährer und arbeitet auf dem Feld, um seinem Bruder Jumna das Studieren zu ermöglichen.
Während Jumna sich für Kamla, die Tochter der Zaminder, interessiert, verliebt sich Gunga in die hübsche Wäscherin Dhanno. Als Hariram, der Stiefbruder der Zamindar, sich an Dhanno vergreifen will, wird sie von Gunga gerettet. Dies macht Hariram so wütend, dass er Gunga beschuldigt, Getreide gestohlen zu haben. Daraufhin kommt Gunga für neun Monate ins Gefängnis.
Jumna, der in die Stadt gezogen ist, muss nun sein Studium aufgeben und wird zum Bettler. Ein Polizist hat Erbarmen mit dem ehrlichen Mann und macht ihn zu einem Polizisten.
Als Gunga wieder auf freiem Fuß ist, erfährt er von dem Abbruch des Studiums und wird zum Gesetzlosen. Er marschiert zu einem Haveli (privates Wohngebäude) und bringt gewaltsam Geld (für Jumna) und eine Waffe in seinen Besitz. Gunga wird nun von den Dorfbewohnern verfolgt, da die Waffe, wenn auch unbeabsichtigt, losging.
Gunga wird zum Anführer einer Bande, der sich auch Dhanno anschließt und ihren Geliebten heiratet. Zwischenzeitlich kehrt Jumna als Polizist wieder zurück. Gunga, gefangen in seiner Loyalität, ist bereit sich zu ergeben, doch Dhanno kann einer weiteren Trennung nicht standhalten. Pflichtbewusst erschießt Jumna seinen Bruder, wobei auch Dhanno ums Leben kommt.

## Hintergründe
Dilip Kumar schrieb, produzierte und spielte die Hauptrolle in diesem Technicolor-Film. Die Filmsongs stammen von Naushad und wurden von Asha Bhosle, Mohammed Rafi, Hemant Kumar und Lata Mangeshkar interpretiert. Die Songtexte schrieb Shakeel Badayuni. Dialoge und Songtexte sind im Hindi-Dialekt Bhojpuri geschrieben, um der Geschichte lokale Authentizität zu verleihen.
Das Ganoven-Drama ähnelt einer Mischung aus 30er-Jahre Hollywood-Gangster-Film und Western und begründete ein vielkopiertes Action-Film-Schema, wie insbesondere von Amitabh Bachchan in Deewaar (1975) oder Don (1978) angewandt.
Ganga Jumna war Dilip Kumars zweiterfolgreichster Film nach Mughal-e-Azam. Obwohl Dilip zu diesem Zeitpunkt bereits 40 Jahre alt war, war er beim Publikum sehr beliebt und besetzte noch einige Hauptdarstellungen. Dilip Kumar und Nasir Khan sind auch im wirklichen Leben Brüder. Der Regisseur des Films, Nitin Bose, ist der Cousin des Regisseurs Satyajit Ray.

## Auszeichnungen
Filmfare Award 1962
- Filmfare Award/Beste Hauptdarstellerin für Vyjayantimala
- Filmfare Award/Bester Dialog für Wajahat Mirza
- Filmfare Award/Beste Kamera für V. Babasaheb